# Cosplay

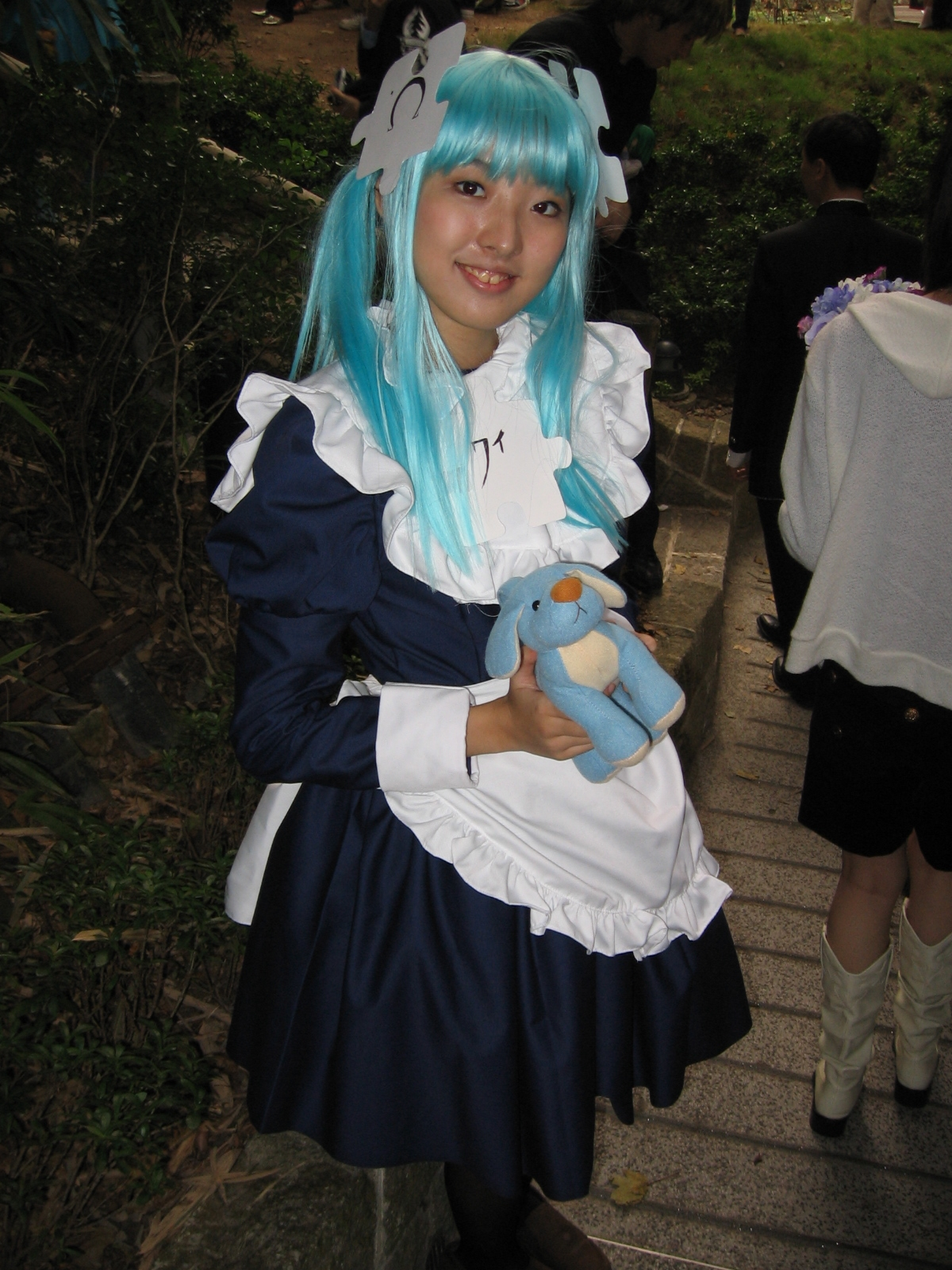
Ung kvinna utklädd till Wikipedias maskot Wikipe-tan.

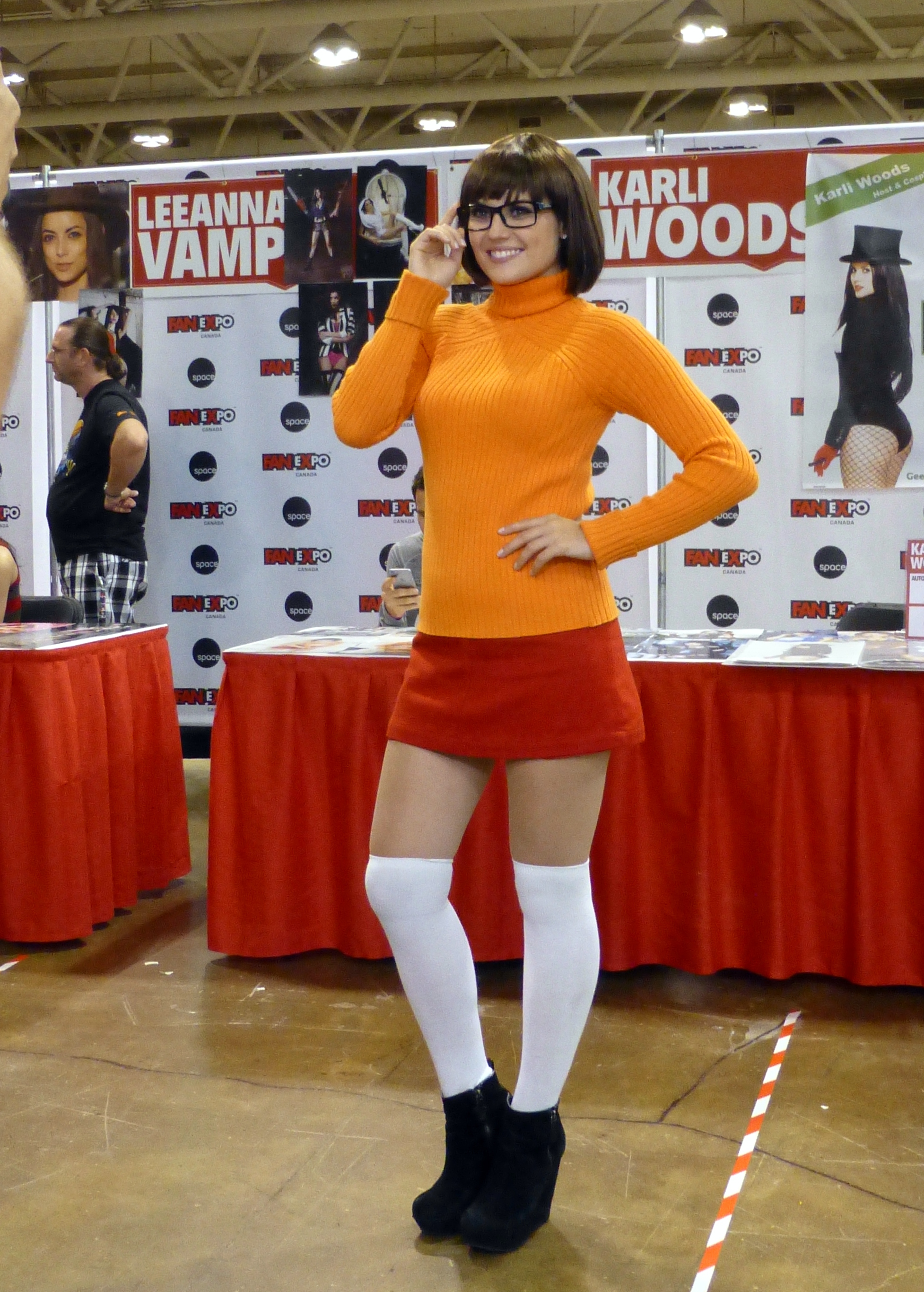
Kvinna utklädd till Velma Dinkley.

Cosplay (japanska: コスプレ, kosupure, kortform för costume play) är en hobby av amerikanskt och japanskt ursprung som kan liknas vid maskerad. Utövarna klär ut sig i dräkter och accessoarer för att föreställa en specifik rollfigur eller idé och bär dessa under evenemang eller fotograferingar.
Termen cosplay myntades i Japan år 1984. Den inspirerades av det växande antalet fans som klädde ut sig under science fiction-sammankomster, något som även förekom under det första World Science Fiction-konventet i USA 1939. Cosplay var ett av årets nyord i Sverige 2015, då det lånades från engelskan.
I Japan syftar begreppet på all slags kostymering. I väst avses främst sådan med anknytning till rollfigurer inom populärkulturen, och tidigare specifikt japansk populärkultur. Rollfigurerna hämtas ur allt ifrån science fiction, manga, tecknade serier, grafiska romaner och datorspel till fantasyfilmer och andra källor. Vilken fiktiv eller verklig figur som helst kan förekomma i cosplay. Icke levande objekt kan ges antropomorfa egenskaper och det är vanligt att kvinnor gestaltar manliga karaktärer och tvärtom.
Syftet med hobbyn är ofta att visa uppskattning för ursprungsfiguren eller att utföra hantverk såsom sömnad, design och skulptur. Cosplay utövas primärt självständigt men många utövare ingår även i tillfälliga eller permanenta gemenskaper. Det går också att tävla i cosplay.

## Bakgrund

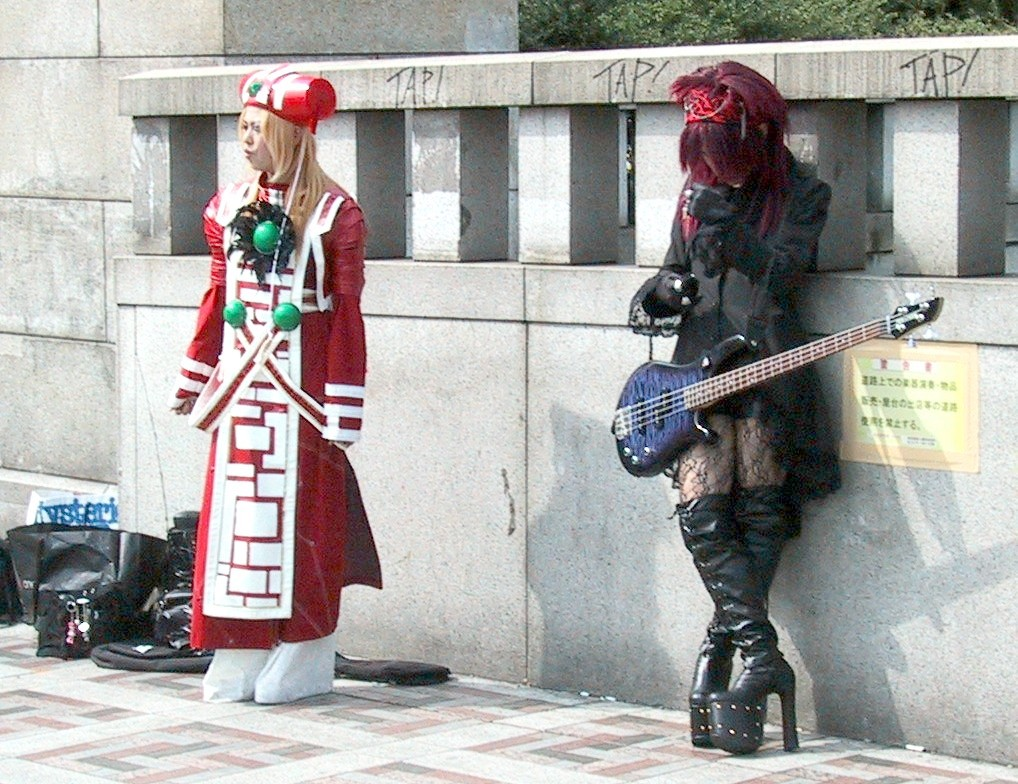
"Jingūbashi"-bron passerar över Yamanotelinjen söder om Harajukustationen i Tokyo vid entrén till Meiji jingū. Det har varit en välkänd samlingsplats för cosplay-utövare.

Både i väst och i öst har människor i alla tider klätt ut sig inom teater, maskerad, eller lek. Därför är det svårt att redogöra för bakgrunden till cosplay som egen hobby och kultur. Även dräkter gjorda av fans för att avbilda specifika rollfigurer har funnits långt innan själva begreppet cosplay. Själva begreppet myntades av journalisten Nobuyuki Takahashi i ett reportage från 1983 om den japanska seriemässan Comiket.
Sedan dess har begreppet spritts, och används för att beskriva nästan all slags karaktärsbaserad, populärkulturell maskerad. Cosplay har blivit en del av nördkulturens ansikte utåt i takt med att cosplayare som t.ex. Jessica Nigri och Yaya Han har erbjudits samarbeten med kända medieproducenter.
År 2013 producerade det amerikanska mediebolaget SyFy "Heroes of Cosplay", ett realityprogram som följde ett antal amerikanska cosplayare i deras hobby. Mottagandet var ljumt, och programmet fick mycket kritik från stora delar av cosplaycommunityn så många ansåg att programmet porträtterade hobbyn på fel sätt. Programmet sändes senare även i svensk TV.
I Sverige är hobbyn en stadigt växande företeelse, och 2014, 2015 och 2017 visades de svenska mästerskapen i SVT, och cosplayare syns inte sällan på japan-centriska evenemang som hanamin i Kungsträdgården i Stockholm, men dyker också upp på diverse platser, såsom i Sveriges Radios musikhjälpen.

## Utövande

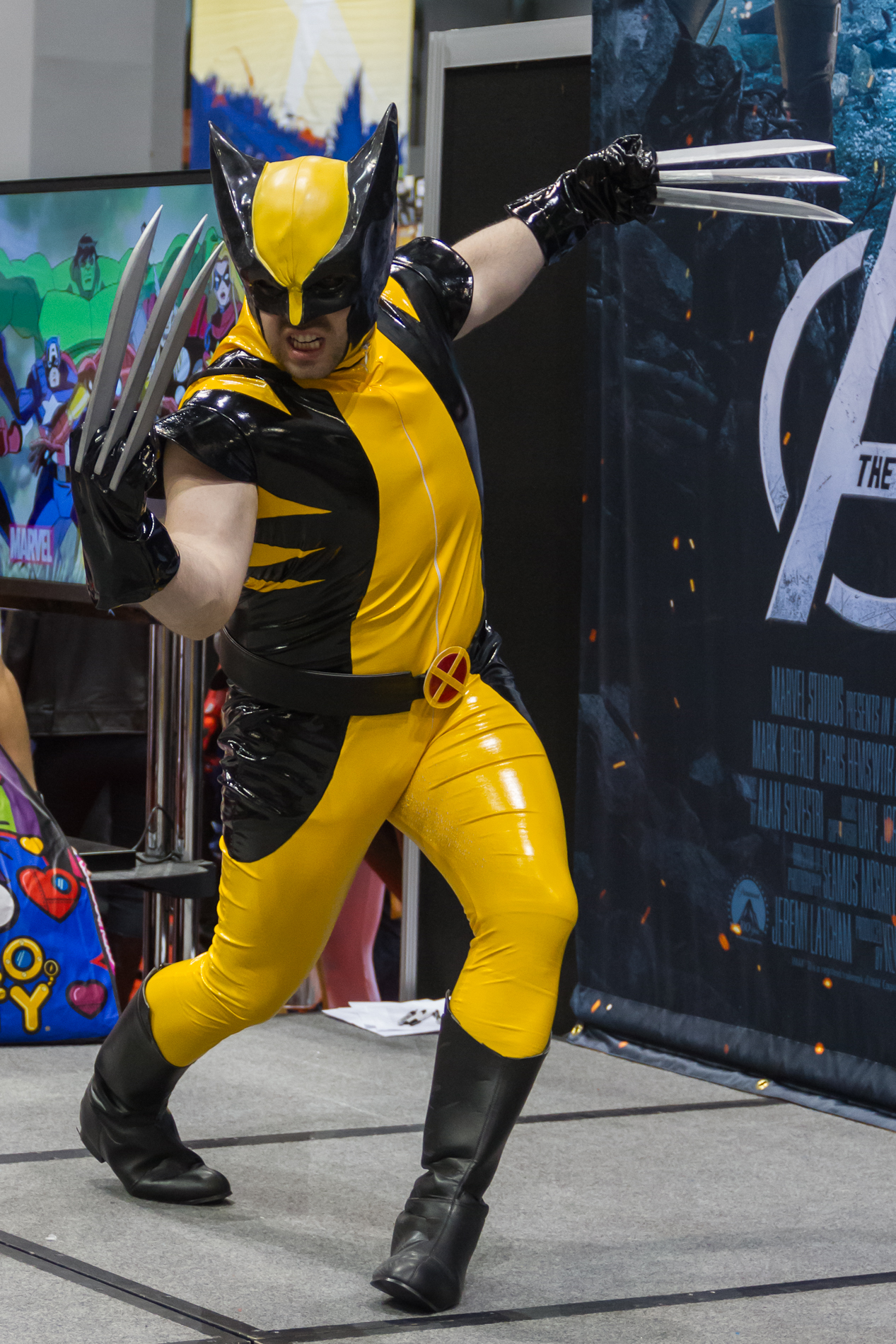
Deltagare på ett amerikanskt konvent tävlar som Marvel-karaktären Wolverine.

Cosplay kan anses ha ett flertal olika komponenter, som beroende på utövaren är av varierande betydelse. En cosplayare kan t.ex. fokusera på hantverket i att reproducera en dräkt, på det teatraliska i att levandegöra en karaktär, att ta häftiga bilder och filmer som en hyllning till förlagan eller på att helt enkelt umgås med andra fans.

### Karaktären
Den som vill cosplaya kan välja fritt bland etablerade och publicerade karaktärer, men kan även realisera egna skapelser eller göra nya tolkningar av figurer. Många som cosplayar väljer karaktärer som liknar dem i personlighet eller utseende, men många väljer också karaktärer enbart på ren utmaning. Det kan till exempel vara kul att skapa en dräkt utifrån en minimal beskrivning eller att vara först med att göra en viss karaktär.
Den som cosplayar med en grupp vänner kan även vilja passa in i gruppen, och väljer kanske därför en karaktär hen inte skulle valt om hen cosplayat på egen hand.
Många tävlingar kräver att en karaktär ska förekomma i ett formellt publicerat, visuellt verk, men det finns också tävlingar där själva syftet är att tolka idéer och göra egna designer. I samband med Cosplay-SM 2017 arrangerades en sådan tävling i samarbete med Nordiska museet, där deltagarna fick skapa dräkter baserade på väsen i nordisk folktro.
De flesta cosplayare växlar mellan flera olika karaktärer och dräkter, men en del fokuserar på en specifik karaktär. Då finns det större möjlighet att göra en dräkt som en perfekt reproduktion, eller att göra flera dräkter för samma karaktär. Det finns inget tabu kring att bära samma dräkt flera gånger, men många cosplayare tycker om att ha flera olika uppsättningar av dräkter.

### Dräkten
En cosplayare kan köpa eller skapa sin egen dräkt. Beroende på förlagan kan det finnas färdiga, officiella dräkter, men den som vill kan också specialbeställa dräkter av skräddare eller andra cosplayare. Det finns olika anledningar till att cosplayare väljer att skapa egna dräkter. Det kan t.ex. vara att förlagan är så ovanlig att en officiell dräkt inte finns, att den officiella dräkten inte håller den kvalitet som cosplayaren vill ha eller att cosplayaren vill modifiera designen. En anledning kan också vara att man vill tävla med sin dräkt, och nästan alla tävlingar kräver ett visst mått av eget hantverk.
För den som inte vill tävla finns det ingen skam i att inte ha gjort sin dräkt själv, utan alla är välkomna att delta och umgås oavsett hantverksambition.
Det finns många återförsäljare som riktar sig direkt till cosplayare, bland annat butiker som säljer peruker, dräkter, färgade kontaktlinser, smink med mera. Även material, såsom termoplaster och 3D-skrivare marknadsförs direkt till cosplayare.
Den som vill skapa sin dräkt helt själv arbetar ofta med många olika material och tekniker, både moderna och traditionella. Eftersom dräkter ofta är baserade på material som inte följer verklighetens fysiska lagar är det vanligt att materialen inte stämmer helt överens med källan, något som skiljer cosplay från många lajv och historiskt korrekta reproduktioner. 

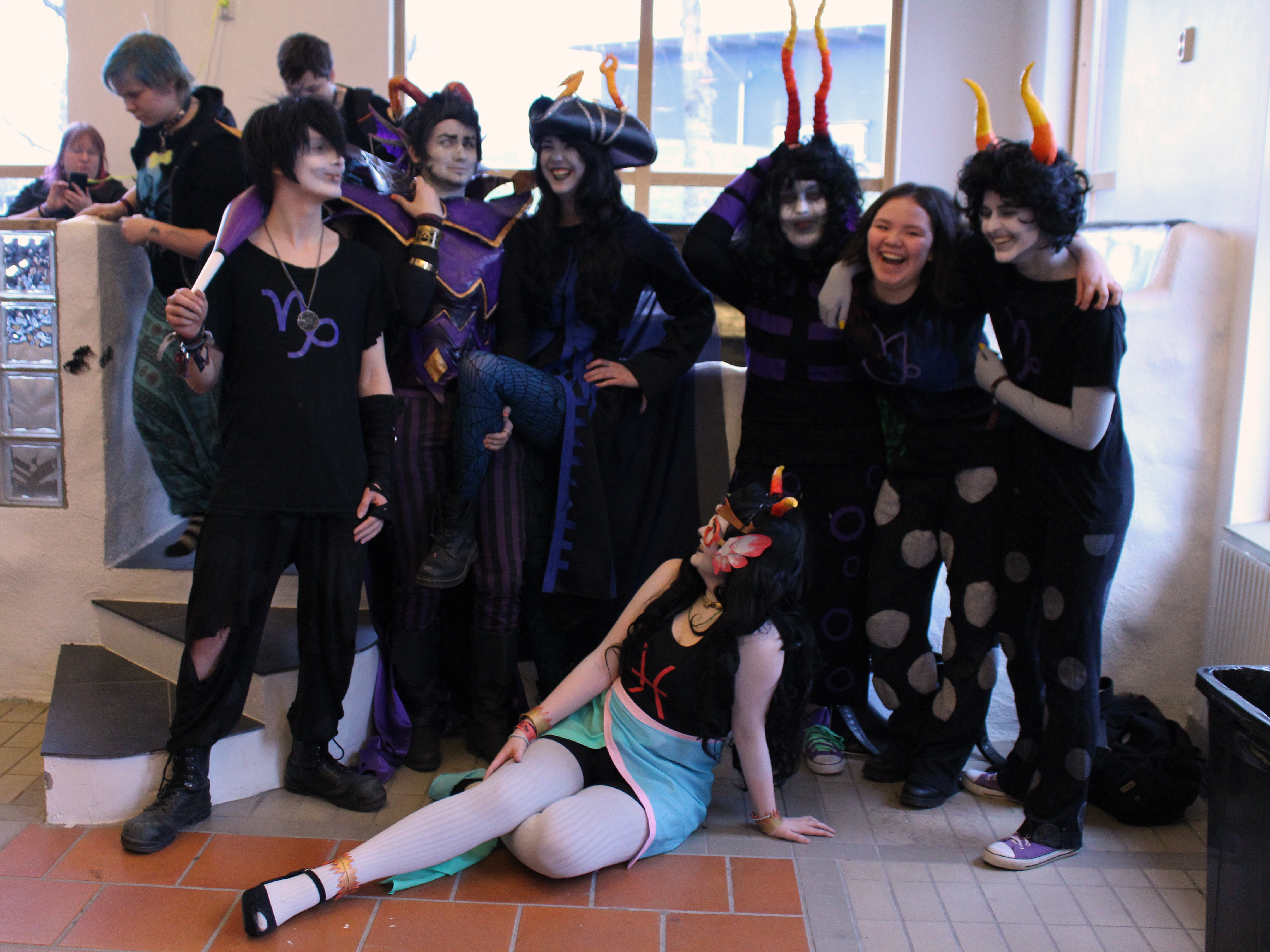
En grupp cosplayare från webbserien Homestuck på NärCon i Linköping.

### Att bära dräkten
Cosplay har traditionellt burits främst på anime- och seriekonvent. Synen på att bära cosplay utanför dessa varierar. I Sverige är det inte ovanligt med informella träffar, antingen för cosplayfans i stort, eller för specifika förlagor. I Japan är det fenomenet ovanligare.
Hur, när, och var man bär en cosplay varierar beroende på vad det är i hobbyn som tilltalar utövaren. De som vill träffa andra fans eller visa upp sitt hantverk söker sig ofta till konvent och tävlingar, medan de som vill ta snygga bilder kanske oftare söker sig till mindre grupper och platser.
Som namnet beskriver finns det också en viss mängd lek och rollspel i hobbyn. Det finns cosplayare som huvudsakligen bedriver sin hobby online, i rollspelsforum och på sociala media med profiler tillägnade specifika karaktärer.

### Tävla i cosplay
De flesta arrangemang med anknytning till nördkultur bedriver cosplaytävlingar. Evenemang som Närcon, Dreamhack, och Comic Con har alla pristävlingar för cosplayare, och även mindre event och konvent brukar hålla i någon slags tävling.
Tävlingarnas utformning varierar, men kan delas upp i performance och catwalk. En performancetävling bygger på ett framförande. I Sverige har dessa tävlingar traditionellt kallats för sketchtävlingar, och varit humoristiskt betonade, men mer drama-fokuserade tävlingar har i samband med Cosplay SM:s uppgång blivit vanligare. I en catwalk-tävling går alla deltagare upp på scenen och visar upp sina dräkter, poserar för kameran, och går sen ner. De flesta cosplaytävlingar har en domarpanel, och ett element av personlig bedömning antingen före eller efter själva framförandet.
Tävlingsgrenar kan vara till exempel hantverk, best-in-show eller bästa scennärvaro.
De flesta cosplaytävlingar är öppna för vem som helst (även om det i Sverige är vanligt med en viss deltagaravgift), och priserna varierar från goodiebags, till troféer eller pengapriser. En del tävlingar är också kval till större, ofta internationella tävlingar. Exempel på dessa är World Cosplay Summit i Japan, Nordic Cosplay Championship och Euro Cosplay.

## Cosplay i Sverige
Cosplay i Sverige är relativt nytt fenomen. Cosplayare finns primärt på konvent som Närcon, Kodachicon, och Confusion snarare än på de många amerikanska event som ofta kan liknas vid industrimässor.
Det finns även en återkommande svensk mästerskapstävling i Cosplay.

## Kända konvent

### Konvent i Nordamerika
- AnimeNorth - Toronto, Kanada
- Colossalcon – Sandusky, Ohio
- Emerald City Comic Con - Seattle, Washington
- Katsucon – Washington, D.C., District of Columbia
- Ohayocon – Columbus, Ohio
- Otakon – Baltimore, Maryland
- San Diego Comic Con - San Diego, Kalifornien
- Los Angeles Comic Con - Los Angeles, Kalifornien
- Chicago Comic Con - Chicago , Illinois
- Dallas Comic con - Dallas, Texas
- Houston Comic con - Houston, Texas
- Austin Comic con -  Austin, Texas
- New York Comic con -New York City, New York
- Boston Comic con - Boston, Massachusetts
- Salt Lake Comic con - Salt Lake City, Utah
- Momo con - Atlanta, Georgia
- Dragon Con - Atlanta, Georgia

### Konvent i Sverige - aktiva
- AvestaCon - Avesta, Dalarna
- Skecon – Skellefteå, Västerbotten
- Nordsken, Skellefteå, Västerbotten
- Storcon - Uppsala, Storvreta
- Närcon – Linköping, Östergötland
- Confusion – Göteborg, Västergötland
- Picacon – Kristinehamn, Värmland
- Cosplay Beach Party - Stockholm, Stockholms län
- Donkeycon - Uddevalla, Västergötland
- Ankcon - Norrtälje, Uppland
- Fairycon - Kalmar, Skåne
- Kodachicon - Lund, Skåne
- Nerdcon - Umeå, Västerbotten
- Wholicious - Lidköping, Västergötland
- DreamHack Cosplay Championship – internationell tävling vid Dreamhack i Jönköping, sommar och vinter

### Konvent i Sverige - ej aktiva
- UppCon - Uppsala, Uppland
- ShinamonCon Malmö, Skåne
- Foxcon – Örebro, Närke
- Kifucon – Eskilstuna, Södermanland
- Chillcon – Stockholm
- Peppcon - Uppsala, Uppland
- Dinocon - Västerås, Västmanland
- Kultcon - Jönköping, Småland

### Konvent i Europa
- East European Comic Con – Bukarest, Rumänien
- Manga-Comic-Con (MCC)  – Leipzig, Tyskland
- London Comic Con - London, England
- Romicon - Rom, Italien

### Konvent i Asien
- Bangkok Comic con - Bangkok, Thailand